# Пак Чончхоль
Пак Чончхоль (кор. 박종철?, 朴鐘哲?; род. 1 апреля 1965 года, Пусан, Республика Корея — 14 января 1987 года, Йонсан, Сеул, Республика Корея) — южнокорейский активист демократического движения. Его смерть от пыток стала ключевым фактором, спровоцировавшим Июньское демократическое движение, которое привело к демократизации Южной Кореи.

## Биография
В 1980-х годах, будучи президентом студенческого совета факультета лингвистики Сеульского национального университета, он был одним из активистов в университетах, боровшихся против диктатуры Чон Ду Хвана и последствий резни в Кванджу в 1980 году. Задержанный в ходе расследования подобной деятельности, Пак отказался сообщить о местонахождении одного из своих коллег-активистов. Во время допроса в антикоммунистическом отделе Главного управления Национальной полиции, власти применяли к нему пытки с применением воды, что привело к его смерти 14 января.
Доктор из больницы университета Чунан, О Ёнсан, прибыл на место происшествия и в течение 30 минут проводил реанимационные мероприятия, прежде чем прекратить их. После сообщения полицейским о смерти Пака он позже вспоминал, что «они завернули его тело в одеяло и затолкали в лифт».
15 января О дал интервью нескольким журналистам, которые пришли к нему в офис. Позже в тот же день власти задержали его и допрашивали в течение 20 часов. После этого О сбежал на окраины Сеула, где оставался в течение недели.
Информация о событиях, связанных со смертью Пака, первоначально была скрыта, и полиция объяснила его смерть шоком. Его смерть от пыток помогла разжечь июньское демократическое движение 1987 года.

## Памятные мероприятия
26 февраля 2001 года Пак Чончхоль получил почетный диплом факультета лингвистики Сеульского национального университета. Его мемориал и бюст, установленные между гуманитарным колледжем Сеульского национального университета и Центральной библиотекой, обозначены как один из «Путей демократизации» школы.
В память о Пак Чончхоле, мечтавшем о демократическом мире, был создан мемориальный проект. В 2007 году средняя школа Пак Чончхоля, университетские выпускники и члены Университетского общества культурных исследований присоединились к этому проекту, учредив премию Пак Чончхоля в области прав человека, которую ежегодно присуждают достойному лауреату.
Его смерть, а также события, произошедшие сразу после неё, легли в основу фильма «1987», 2017 года.
13 января 2018 года рядом с его альма-матер, Сеульским национальным университетом, на улице Синрим-Донг, 5-й квартал, была создана улица Пак Чончхоля. Проект по обозначению улицы Пак Чончхоля был запланирован «Отделом по продвижению проектов в области сельского туризма», состоящим из жителей Кванакку, в ознаменование 30-летия Пака в 2017 году.
10 марта 2018 года генеральный прокурор Мун Муиль навестил Пак Чонги, отца Пак Чончхоля, который лежал в больнице в Пусане. Он принес свои извинения. Это был первый случай, когда действующий генеральный прокурор лично обратился к жертве, связанной с его прошлым.  Позже, 28 июля, Пак Чонги скончался. Президент Мун Чжэ Ин выразил свои соболезнования семье, отметив: «С того момента, как отец услышал голос своего сына, он жил в условиях демократии, иногда больше ради сына, чем ради себя».